# Moosseedorf
Moosseedorf é uma comuna da Suíça, situada no distrito administrativo de Berna-Mittelland, no cantão de Berna. Tem 6,3 km² de área e sua população em 2018 foi estimada em 4.111 habitantes.